# David Leisure
David Leisure (San Diego, Californië, VS, 16 november 1950) is een Amerikaans acteur.
Leisure werd vooral bekend als opschepper Charley Dietz uit de serie Empty Nest, hoewel hij een soortgelijke rol speelde in The Golden Girls en in Nurses.
Sinds zijn debuut in 1980 speelde Leisure al in bijna 60 producties.
Leisure wordt ook wel Joe Isuzu (een leugenachtige autoverkoper) genoemd, naar een personage dat hij speelde in een reeks commercials.
Sinds 14 juni 1997 is hij getrouwd met Patricia Bunch.

## Filmografie
- Airplane! (1980) - Eerste Krishna
- Wait Until Dark (Televisiefilm, 1982) - Politieman
- Airplane II: The Sequel (1982) - Religieuze fanatiekeling #1
- Falcon Crest Televisieserie - Ober (Afl., The Betrayal, 1983)
- The Equalizer Televisieserie - Man in restaurant (Afl., Dead Drop, 1986)
- T.J. Hooker Televisieserie - Ben Fairly (Afl., Shootout, 1986)
- ALF Televisieserie - Nicky Mintz (Afl., The Gambler, 1986)
- Sledge Hammer! Televisieserie - Lid van burgerwacht (Afl., Magnum Farce, 1986)
- Say Yes (1986) - Politiebrigadier
- 227 Televisieserie - Perry (Afl., The Audit, 1987)
- If It's Tuesday, It Still Must Be Belgium (Televisiefilm, 1987) - Andrew Selsky
- ALF Televisieserie - Brandon Tartikoff (Afl., Prime Time, 1987)
- The Golden Girls Televisieserie - Oliver (Afl., Empty Nests, 1987)
- Sledge Hammer! Televisieserie - Chester (Afl., Hammer Hits the Rock, 1987)
- You Can't Hurry Love (1988) - Newcomb
- Perfect People (Televisiefilm, 1988) - Derek
- Married ...with Children Televisieserie - Bink Winkleman (Afl., Just Married...with Children, 1988)
- Goddess of Love (Televisiefilm, 1988) - Jimmy
- Mother Goose Rock 'n' Rhyme (Televisiefilm, 1990) - Nieuwslezer/Presentator spelshow
- 1st & Ten Televisieserie - Lenny Salvino (Afl., Championship Game, 1991)
- Dinosaurs Televisieserie - Mr. Teddy Wolfe (Afl., What 'Sexual Harris' Meant, 1991, stem)
- The Golden Girls Charlie Dietz (Afl., Questions and Answers, 1992)
- Nurses Televisieserie - Charlie Deitz (Afl., Moon Over Miami, 1992|Jack's Indecent Proposal, 1993)
- Hart to Hart: Old Friends Never Die (Televisiefilm, 1994) - Rol onbekend
- Burke's Law Televisieserie - Stormy Gilliss (Afl., Who Killed the Anchorman?, 1994)
- The Brady Bunch Movie (1995) - Jason
- Empty Nest Televisieserie - Charley Dietz (1988-1995)
- Lois & Clark: The New Adventures of Superman Televisieserie - Spencer Spencer (Afl., Ordinary People, 1995)
- Too Something Televisieserie - Rol onbekend (Afl., Money Grubbers, 1995)
- Hudson Street Televisieserie - Nick Adams (Afl., Tony's 15 Mintues, 1996)
- Renegade Televisieserie - Derek Devlin/Mr. Success (Afl., Mr. Success, 1996)
- Touched by an Angel Televisieserie - Raadsman Hinkley (Afl., Angel of Death, 1997)
- Nowhere (1997) - Egg en Ducks vader
- Perversions of Science Televisieserie - William Tilbrook (Afl., Given the Heir, 1997)
- Hollywood Safari (1997) - Troy
- The Wayans Bros. Televieserie - Bud (Afl., Stand Up Guy, 1997)
- Caroline in the City Televisieserie - Fred (Afl., Caroline and the Used Car Salesman, 1997)
- Right Hand Woman (1998) - Mr. Johnson
- Fallout (1998) - Peter Colgrove, Amanda's baas
- The Outsider (Televisiefilm, 1998) - Dr. Greenstreet
- For Your Love Televisieserie - Deans baas (Afl., The Endangered Species, 1999)
- Recess Televisieserie - Guy McMahon (Afl., The Beauty Contest, 1999, stem)
- Baby Huey's Great Easter Adventure (Video, 1999) - Rol onbekend
- 10 Things I Hate About You (1999) - Mr. Chapin
- Honey, I Shrunk the Kids Televisieserie - Rol onbekend (Afl., Honey, It's the Ghostest with the Mostest, 1999)
- Dogmatic (1999) - Pal Acres
- The Parent 'Hood Televisieserie - Presentator van spelshow (Afl. Integrity to Block, 1999)
- Diagnosis Murder Televisieserie - Lenny Rosen (Afl., The Roast, 1999)
- 3 Strikes (2000) - Openbaar aanklager
- Downward Angel (2001) - Charles
- V.I.P. Televisieserie - Rol onbekend (Afl., Chasing Anna, 2001)
- Power Rangers Wild Force: Curse of the Wolf (Video, 2002) - Bus Org (Stem)
- One on One Televisieserie - Frank (Afl., Tame Me, I'm the Shrew, 2002)
- Power Rangers Wild Force Televisieserie - Bus Org (Afl., Predazord, Awaken, 2002, stem)
- General Hospital Televisieserie - Dominee Grace (Episode 1.10137, 2002)
- Ghost Dog: A Detective Tail (Televisiefilm, 2003) - Dr. Vaughn
- Sabrina, the Teenage Witch Televisieserie - Purser/Bob Bermuda (Afl., What a Witch Wants, 2003)
- Elvis Has Left the Building (2004) - Hole-in-the-Head Elvis
- The Rev (Televisiefilm, 2005) - Delbert Armstrong
- Welcome to September (2005) - Elliott Faydo
- Teed Off (Video, 2005) - Your Golf Guide
- Teed Off Too (Video, 2006) - Your Golf Guide

- International Standard Name Identifier: 0000 0000 4900 2112
- Library of Congress Control Number: no2006008422
- Virtual International Authority File: 39121742
- WorldCat: E39PBJqBjCdDxvK9C4ttvtjpyd